# ندوثينا (أسطورة)
ندوثينا (بالإنجليزية: Ndauthina)‏ إله النار المخادع، وهو أيضا إله صیادي السمك في أساطير ميلانيزيا. وهو يحمي مبادئ السمك. لكنه يجلب المتاعب لغيرهم.

### أساطير بولينيزية
- أتيا وبابا
- حوميتي كيتيكي
- في إي (ميثولوجيا)
- فيفارنجو
- هوميا (ميثولوجيا)
- ماراما (ميثولوجيا)
- ماكي (ميثولوجيا)
- موي (ميثولوجيا)

### أساطير ميكرونيزية
- ألولوي (ميثولوجيا)
- كيراتا (ميثولوجيا)
- لؤا (ميثولوجيا)
- لاتيميكيك